# Timár
Timár község Szabolcs-Szatmár-Bereg vármegyében, a Nyíregyházi járásban.

## Fekvése
A vármegye nyugati részén helyezkedik el, közvetlenül a Tisza mellett. A község lakott területe a folyó bal parti oldalán fekszik, de közigazgatási területének közel 5 négyzetkilométernyi, lakatlan – leginkább mezőgazdasági hasznosítású – része a Tisza jobb partjára esik.
A közvetlen szomszédos települések: észak felől Zalkod, északkelet felől Szabolcs, kelet-északkelet felől Balsa, dél felől Rakamaz, délnyugat felől Tokaj, nyugat felől pedig Bodrogkeresztúr. [A felsoroltak közül Zalkoddal és Bodrogkeresztúrral nincs közúti kapcsolata, Balsával és Tokajjal is csak Szabolcson, illetve Rakamazon keresztül.]

### Megközelítése
A vízi utat leszámítva csak közúton érhető el, Rakamaz vagy Szabolcs érintésével, a 3821-es úton.

## Története
A település nevét már 1067-ben mint a szabolcsi várhoz tartozó birtokot említi oklevél, és a várat kiszolgáló tímárok lakhelyét. nevét ekkor még Vense alakban írták. Későbbi neve is bizonyára egykori lakóinak tímár, bőrkikészítő foglalkozásából ered.
A falu a tatárjárás alatt valószínűleg elpusztult, mert 1245-ben már csak pusztának nevezik. IV. Béla király a tatárjárás után a Gutkeled nemzetségből származó István comesnek adta. 1347-ben földesurai a Báthoriak voltak, majd Bethlen István erdélyi fejedelem, később a Rákócziak, II. Rákóczi György, és II. Rákóczi Ferenc birtoka lett, egészen a Szatmári békéig, és az Ecsedi uradalom része volt.
A Szatmári béke után a kincstáré lett, mely az 1700-as évek vége felé római katolikus, és görögkatolikus ruszin telepesekkel népesítette be az akkorra már lényegében újra elpusztult falut.
1800-ban egy nagy tűzvészben a falu majdnem teljesen leégett, de hamarosan újraépült.
A település kincstár tulajdonában maradt egészen 1848-ig, a jobbágyfelszabadításig.
Régi helynevei közül a 20. század elején  jegyezték fel: Luka-hát, Péterke-oldal, Godolya, Aranyos, Sváb-út, Csorka, Megyesi-dűlő, Dányi dülő, Bika rét, Butyka part, Miadon part, Mogyorós, Nagy tó, Kistisza, Bagoly-szeg és Vaskapu homok nevét.
Tímár határába olvadt, mára már eltűnt település volt: Erkete (Erekcse), amelyet egy 15. századi oklevél említ mint Tímárral szomszédos települést, de a Dl. 1367. évi oklevele Vécse nevű települést is említ Tímár szomszédjaként.

## Közélete

### Polgármesterei
- 1990–1994: Weisz Géza (független)[3]
- 1994–1998: Türk János (független)[4]
- 1998–2002: Türk János (független)[5]
- 2002–2006: Türk János (független)[6]
- 2006–2010: Türk János (független)[7]
- 2010–2014: Türk János (független)[8]
- 2014–2019: Türk János (független)[9]
- 2019–2024: Rabatin Ildikó (független)[10]
- 2024– : Rabatin Ildikó (független)[1]

## Népesség
A település népességének változása:
| Lakosok száma | 1345 | 1327 | 1293 | 1207 | 1229 | 1187 | 1164 |
|               | 2013 | 2014 | 2015 | 2021 | 2022 | 2023 | 2024 |

2001-ben a település lakosságának 97%-a magyar, 3%-a cigány nemzetiségűnek vallotta magát.
A 2011-es népszámlálás során a lakosok 90,9%-a magyarnak, 6,2% cigánynak, 0,7% románnak, 2,1% ruszinnak mondta magát (9,1% nem nyilatkozott; a kettős identitások miatt a végösszeg nagyobb lehet 100%-nál). A vallási megoszlás a következő volt: római katolikus 31,6%, református 7,3%, görögkatolikus 43%, evangélikus 0,4%, felekezeten kívüli 2,8% (13,4% nem válaszolt).
2022-ben a lakosság 91%-a vallotta magát magyarnak, 10,5% cigánynak, 2,8% ruszinnak, 0,5% románnak, 0,2% ukránnak, 0,1% németnek, 1% egyéb, nem hazai nemzetiségűnek (9% nem nyilatkozott; a kettős identitások miatt a végösszeg nagyobb lehet 100%-nál). Vallásuk szerint 19,7% volt római katolikus, 5,5% református, 33% görög katolikus, 0,6% egyéb keresztény, 0,2% evangélikus, 0,1% ortodox, 10,5% felekezeten kívüli (30,3% nem válaszolt).

## Nevezetességek
- Görögkatolikus templom – 1795-ben épült.

## Oktatási intézménye
A községben működik a Szabolcsvezér Általános Iskola, mely a Szabadság út 57. szám alatt található.

## Híres emberek
- Vasvári Pál keresztapja, Lupess István, 1821-ig a dorogi esperességbe tagolódó Timár község parókusa is beírta nevét a magyar művelődéstörténetbe: Aranyszájú Szent János liturgiájának első teljes fordítása az ő másolatában őrződött meg.
- Csisztu Mihály
- Sója Miklós
- Zajácz András